# Rollei

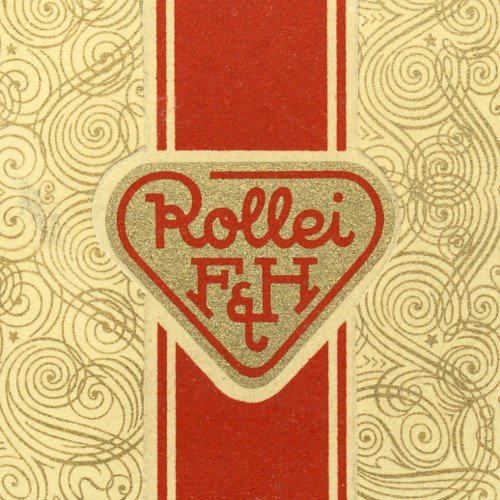

Rollei GmbH est une entreprise allemande fabriquant des appareils photographiques.
Rollei est surtout célèbre pour sa série des Rolleiflex (et son « petit frère », le Rolleicord). Ces appareils étaient des reflex bi-objectifs moyen format utilisant des optiques Carl Zeiss et Schneider.
Aujourd'hui, la gamme Rolleiflex existe toujours, mais mis à part une version nostalgique (et onéreuse) reprenant le système bi-objectif, elle consiste en un système modulaire moyen format mono objectif et complètement électronique : la série 6000, très réputée.
Récemment, Rollei s'est mis à commercialiser sous son nom propre des films produits en partenariat avec Maco, comme le Rollei R3, ou encore il s'est mis à revendre des films déjà existants sur le marché, tels les Rollei Retro 100 ou Retro 400 (pellicules Agfa APX rebadgés Rollei).
Rollei fabriquait aussi des projecteurs de diapositives.

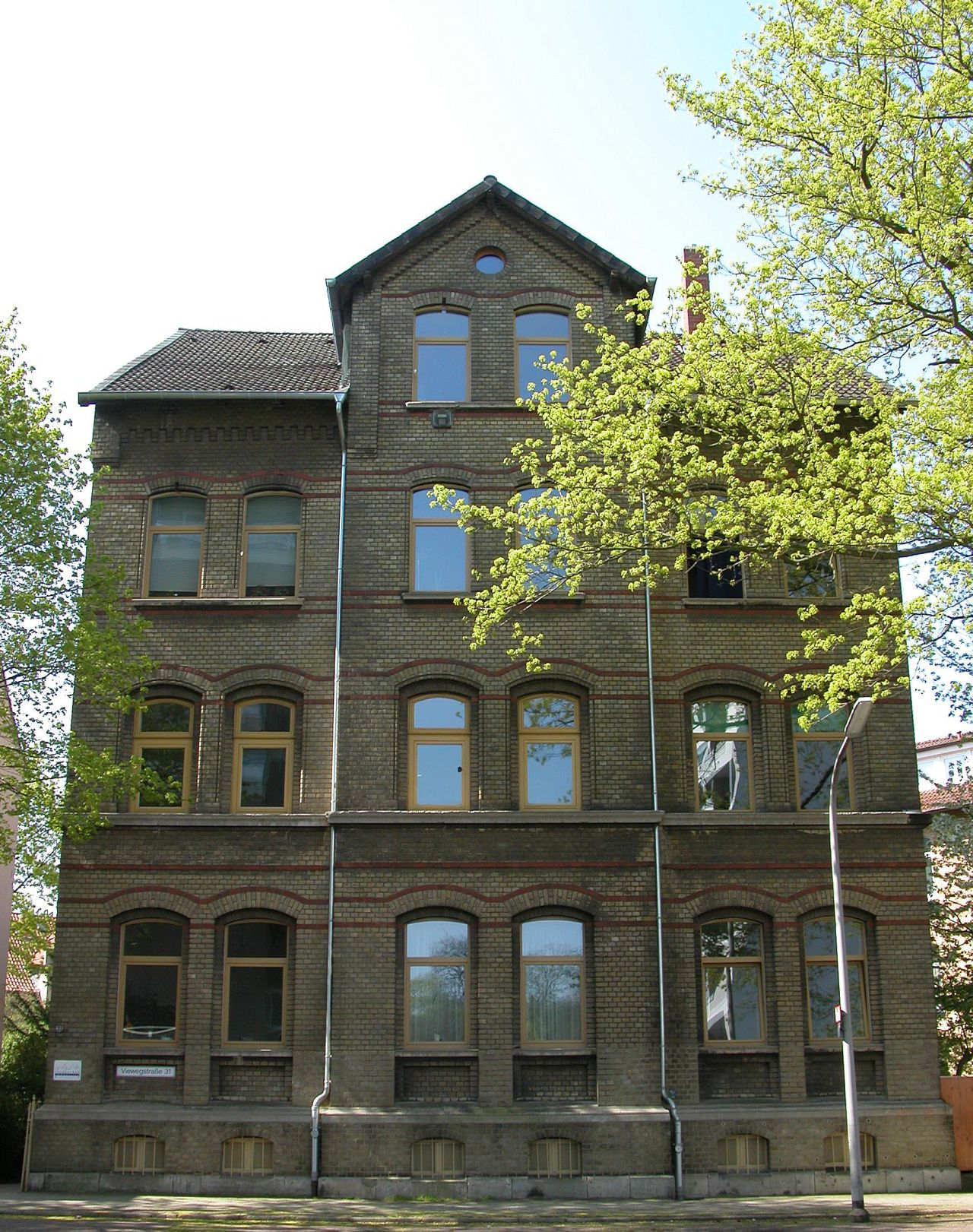
Le premier atelier de Franke & Heidecke

## Histoire
Rollei est fondée en 1920, par Paul Franke et Reinhold Heidecke, à Brunswick (Basse-Saxe, Allemagne) sous l'appellation Werkstatt für Feinmechanik und Optik - Franke und Heidecke (« Atelier de mécanique de précision et d'optique - Franke et Heidecke »).
Elle change de nom en 1962 pour devenir la Rolleiwerke Franke & Heidecke.

## Modèles

### Rolleiflex

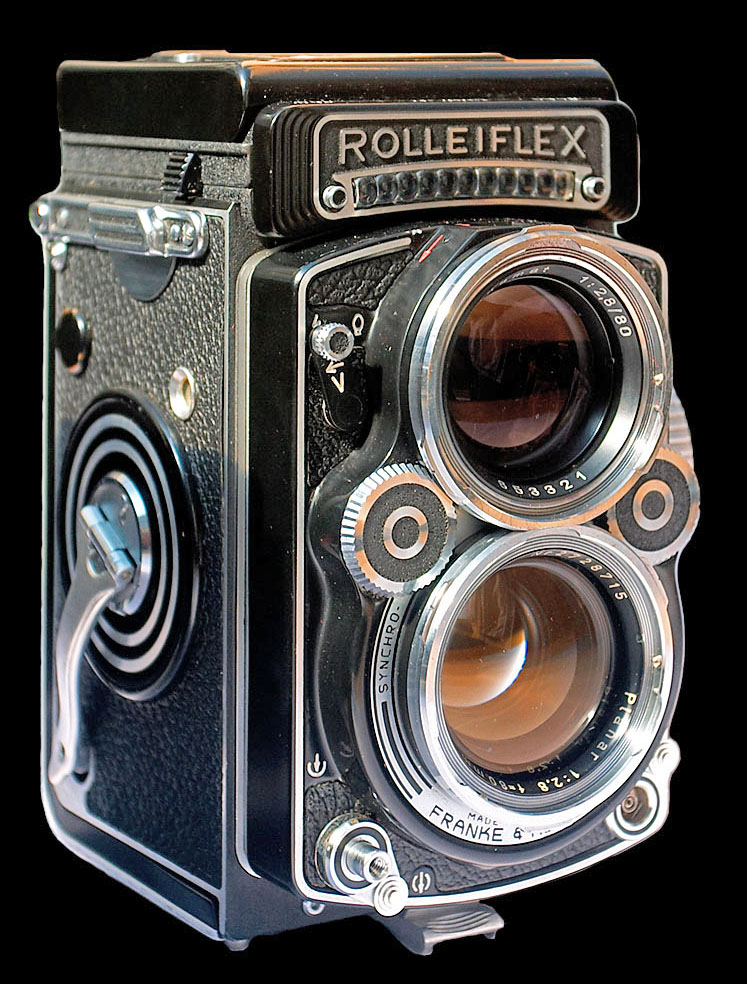
Le Rolleiflex, appareil emblématique d'une époque.
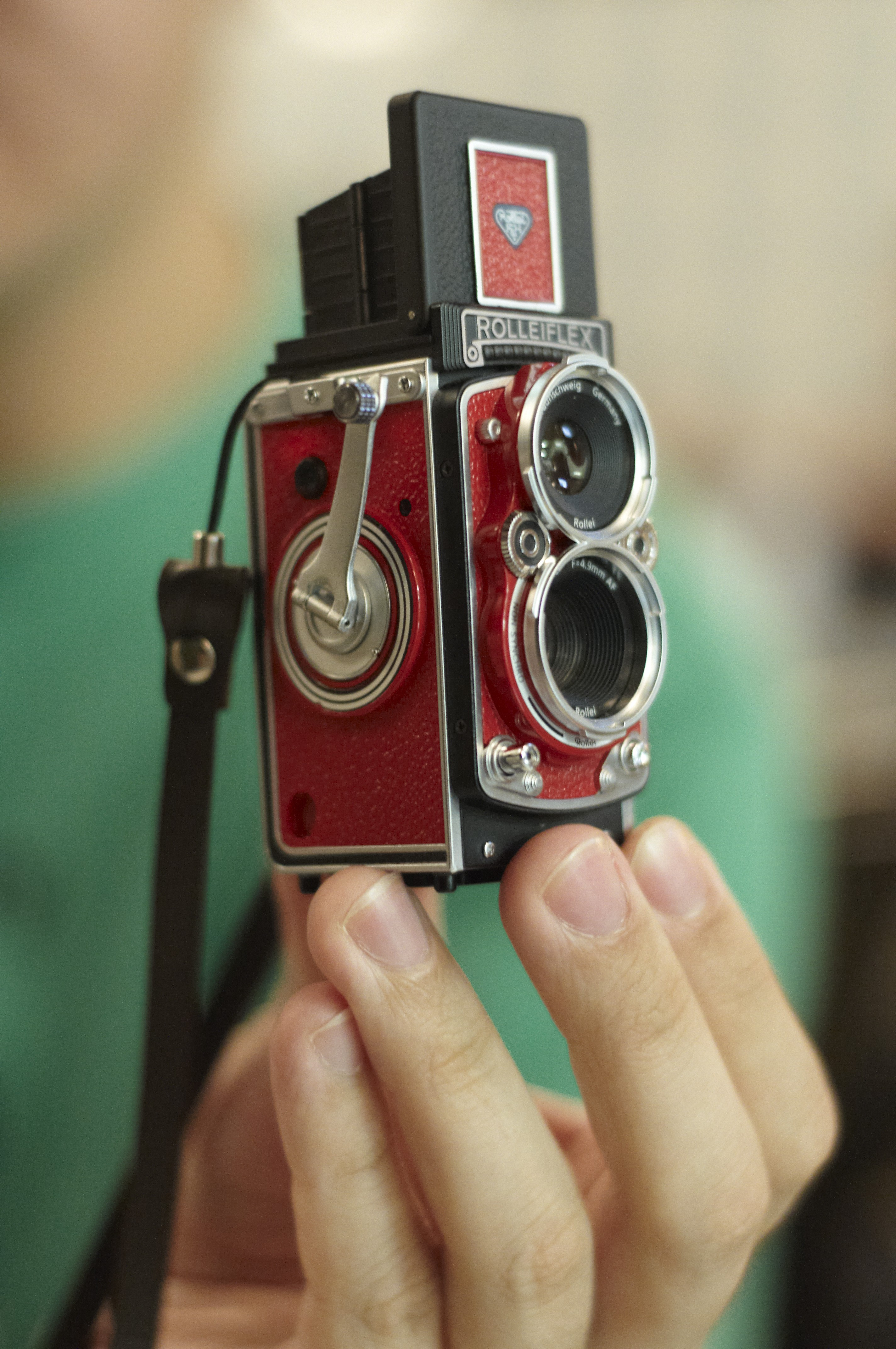
Mini Rolleiflex.

### Rolleicord

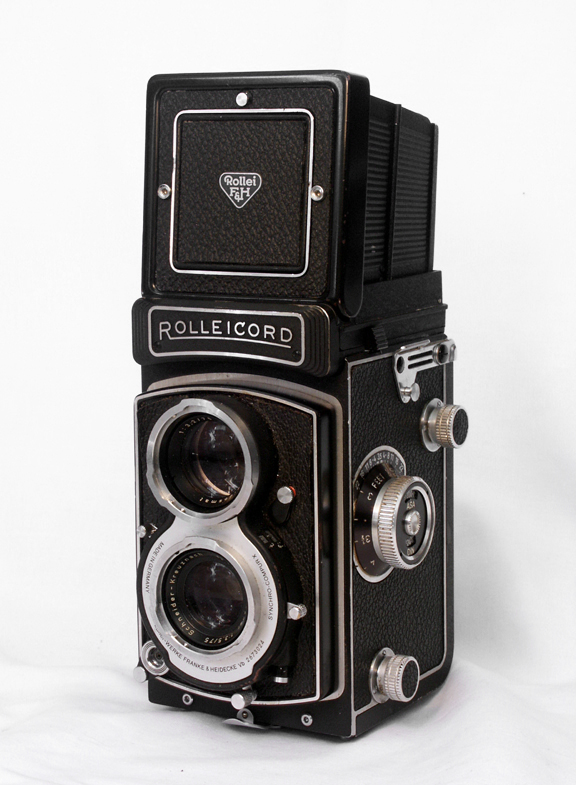
Rolleicord Vb

Originellement, les produits de la marque avaient pour but de d'être commercialisés à bas prix, afin de les rendre accessibles au plus grand nombre de photographes. Le principe du Rolleicord repose sur une simplification du processus de construction, afin de réduire les prix de production. En somme, il s'agissait de « Rolleiflex du pauvre ». Les modèles se sont améliorés avec le temps et les tout derniers (la série V notamment) n'avaient rien à envier sur le plan de la qualité de fabrication ou sur le plan optique, comparé à leurs « grands frères » — seule l'utilisation demeurait quelque peu différente, avec notamment avec l'absence d'une manivelle deenroulement du film couplée à l'armement de l'obturateur. À la place, on procède en deux temps. Ainsi, on enroule le film au moyen d'un bouton, ensuite, on arme l'obturateur avec une manette dédiée à cet effet.
Gamme aujourd'hui totalement éteinte...
- Rolleicord I f:4.5 (1933-1936)
- Rolleicord I f:3.8 (1934-1936)
- Rolleicord Ia (1936-1937)
- Rolleicord II (1936-1937)
- Rolleicord Ia Type 2 (1937-1938)
- Rolleicord IIa (1937-1938)
- Rolleicord Ia Type 3 (1938-1947)
- Rolleicord IIb (1938-1939)
- Rolleicord IIc (1939-1949)
- Rolleicord IId (1947-1950)
- Rolleicord IIe (1949-1950)
- Rolleicord III (1950-1953)
- Rolleicord IV (1953-1954)
- Rolleicord V (1954-1957)
- Rolleicord Va (1957-1961)
- Rolleicord Vb (1962-1977)

### Rolleiflex SL
« SL » signifie « Single Lens » (« mono-objectif ») : Rollei abandonne donc ce qui a fait son succès et son image (les Rolleiflex bi-objectif) pour des appareils certes moins originaux (reprenant le principe des appareils Hasselblad à visée reflex), mais plus modernes et plus demandés.
- Rolleiflex SL66 (1966-1986)
- Rolleiflex SL66E (1982-1986)
- Rolleiflex SL66X (1982-1992)
- Rolleiflex SL66SE (1986-1993)

- Série SLX :
  - Rolleiflex SLX (1976-1979)
  - Rolleiflex SLX, 2e modèle (1978-1985)

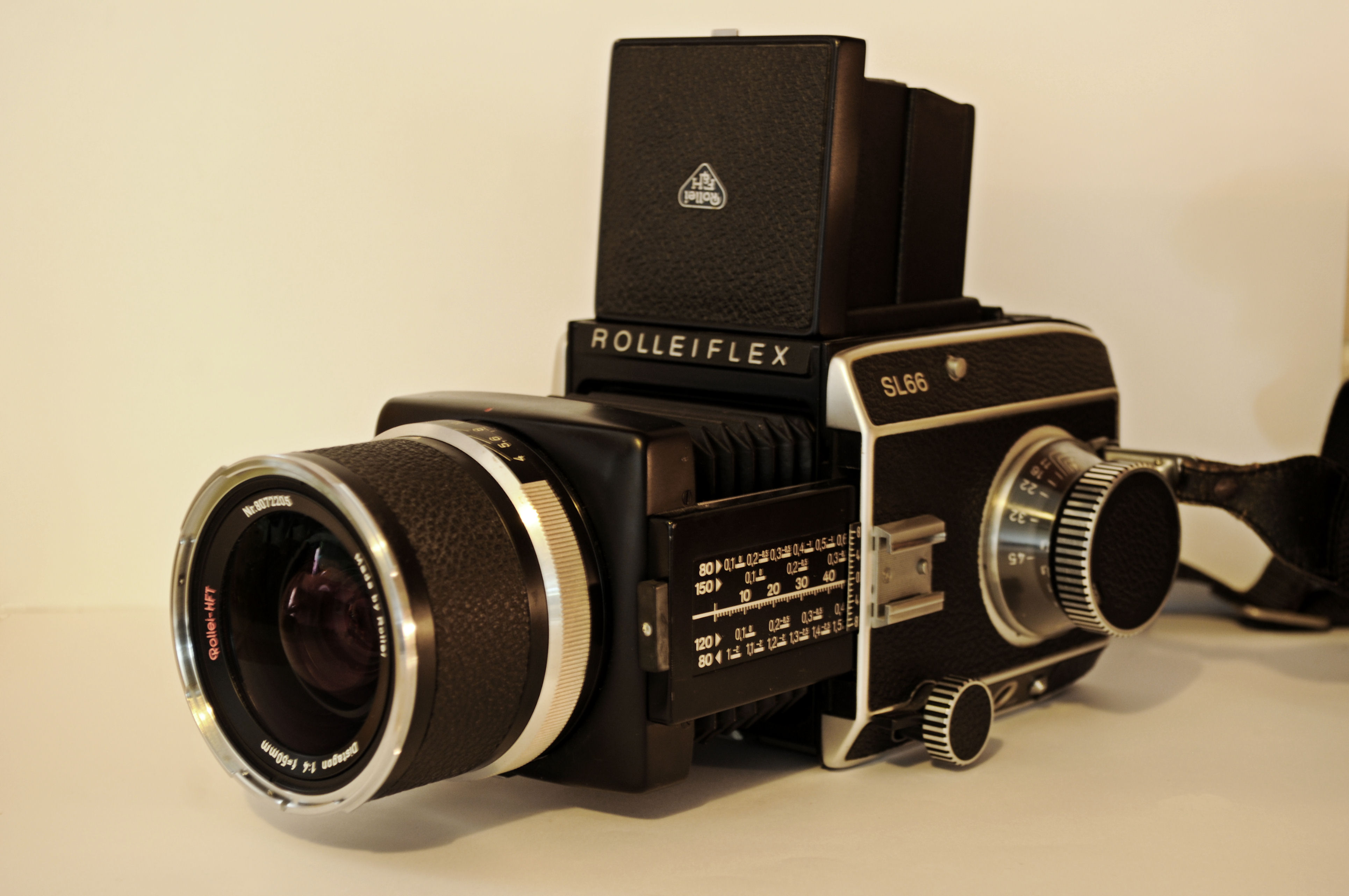
Rolleiflex SL66
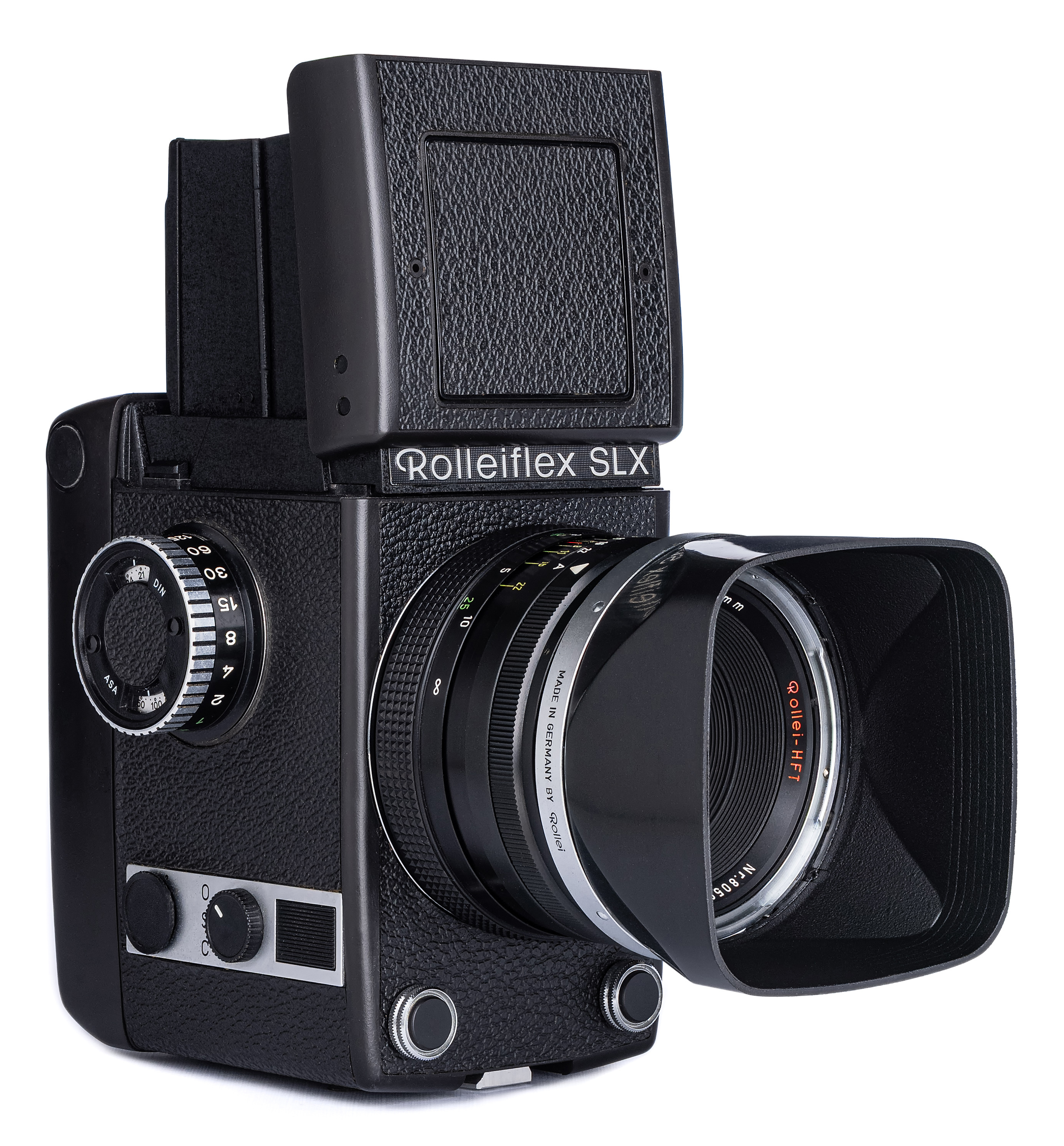
Rolleiflex SLX

### Gamme 6000
La gamme 6000 est l'évolution très améliorée du SLX. Les premiers modèles, les 6006 et 6002 utilisent des objectifs HFT comme les SLX, la compatibilité entre les deux gammes est complète.
Les modèles suivants 6008, 6003 et 6001 utilisent des objectifs HFT PQ et PQS. Les objectifs HFT ne transmettant pas la valeur de diaphragme à ces boîtiers, la mesure de lumière se fait à pleine ouverture et la fermeture du diaphragme est plus lente. L'obturateur des objectifs PQS monte au 1/1 000s contre 1/500s pour les autres types.
- Rolleiflex 6006 v1 (1983-1989)
- Rolleiflex 6006 v2 (1989-1993)
- Rolleiflex 6002 (1986-1990)
- Rolleiflex 6008 Professional (1988-1992)
- Rolleiflex 6008 Professional SCR 1000 (1993-1995)
- Rolleiflex 6008 Integral (depuis 1995)
- Rolleiflex 6008AF (depuis 2002), le premier reflex modulaire moyen format équipé d'objectifs à mise au point automatique.
- Rolleiflex 6003 SCR 1000 (1994-1996)
- Rolleiflex 6003 Professional (1996-?)
- Rolleiflex 6001 Professional (depuis 1998)

La nouvelle évolution de cette gamme est le Hy6, développé pour le numérique mais toujours compatible avec le film argentique.

### Appareils 35 mm
- Rollei 35 : compact avec un viseur original (Allemagne) avec un Carl Zeiss 40 mm F3.5 Tessar.
- Rollei 35S et SE : compact (Singapour) avec un 40 mm f2.8 Zeiss Sonnar construit par Rollei.
- Rolleimatic : compact avec  un mécanisme unique de chargement du film.
- Rolleiflex SL2000 (ou 3003) : reflex mono-objectif - un reflex 35 mm avec la possibilité de changer le film avant que celui-ci soit intégralement exposé - il ne fut pas le premier, mais cela est désormais unique pour un reflex 35 mm moderne.
- Rolleiflex SL35 : série de reflex mono-objectifs produits depuis les années 1970 jusque dans la fin des années 1980 et utilisant des optiques Carl Zeiss. D'autres objectifs, comme les Schneider, et les Rolleinar (construits pour Rollei principalement par Mamiya) étaient aussi disponibles.
- Rollei 35 RF : Appareil télémétrique distribué sous la marque Rollei, mais fabriqué par Cosina sur une base de Voigtländer Bessa R2.

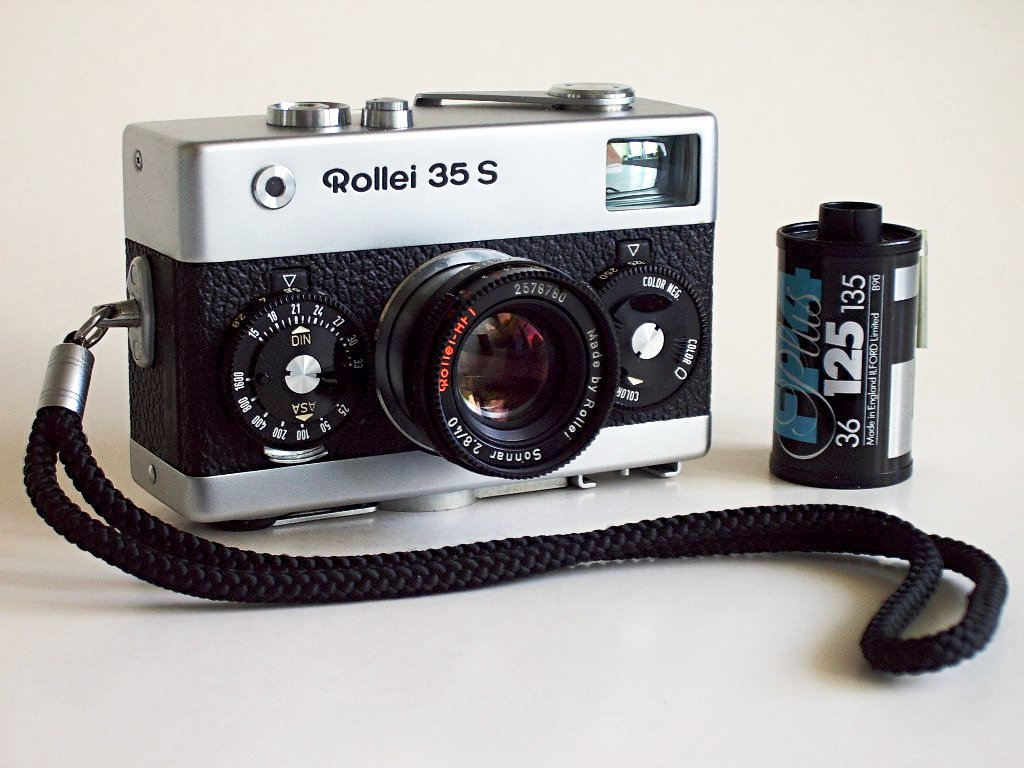
Rollei 35S
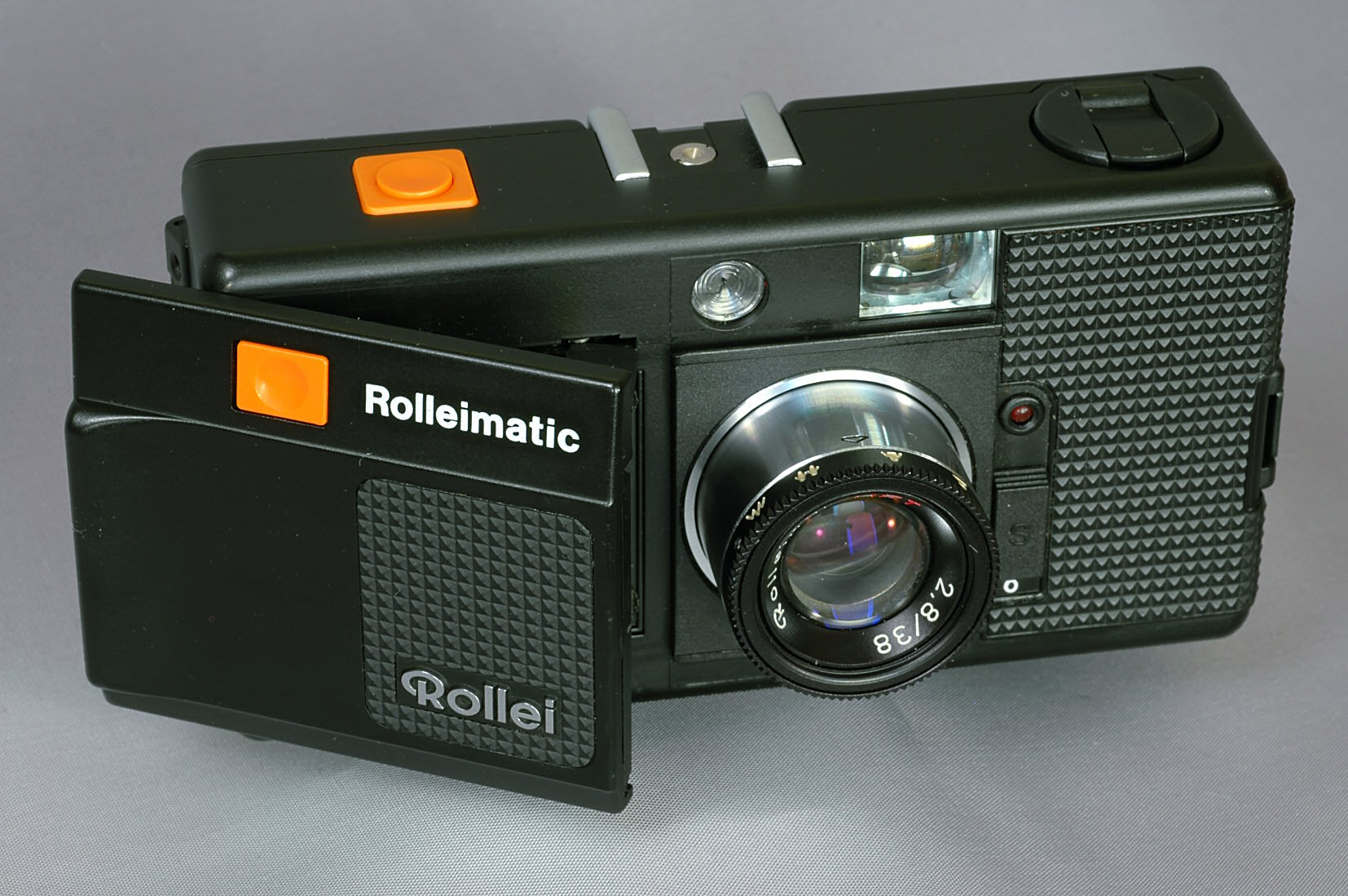
Rolleimatic

### Appareils numériques

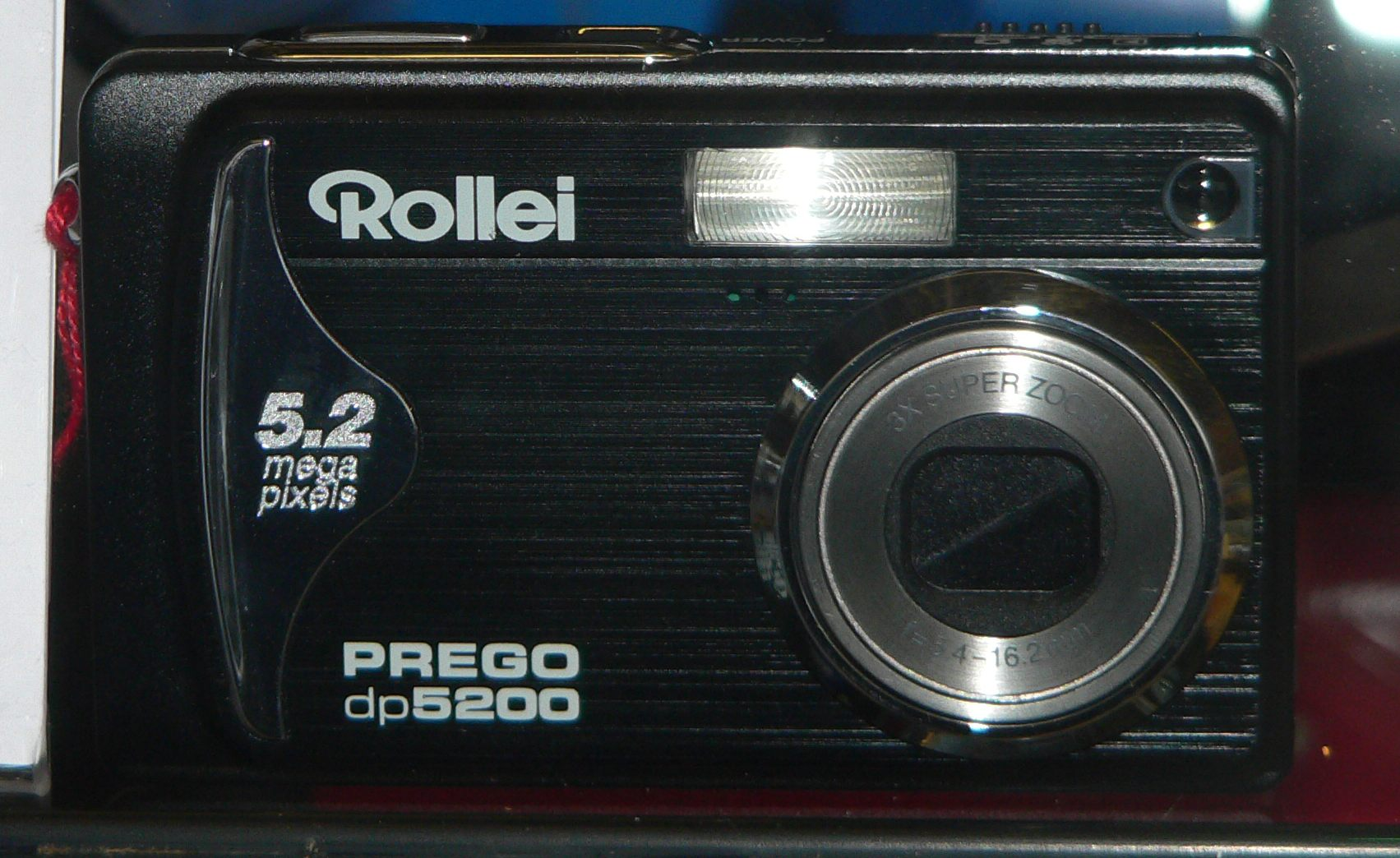
Compact numérique Rollei Prego

- Rollei Mini Digi : appareil photo numérique à l'apparence d'un Rolleiflex de taille miniature, fabriqué au Japon par Sharan.
- Rollei Prego series : une série de compacts numériques.

### Projecteurs de diapositives
- P35
- P300
- P3800 : projecteur permettant le fondu-enchaîné[1].